# El Brillante (Córdoba)
El Brillante es un barrio de la periferia de la ciudad de Córdoba (España), perteneciente al distrito Norte-Sierra. Está situado en zona norte del distrito, ocupando la zona más septentrional de la ciudad. Limita al norte con los barrios de El Naranjo, Asomadilla, El Tablero y El Patriarca, y al este, norte y oeste está rodeado de terrenos no urbanizados de la sierra de Córdoba.